# Deianira

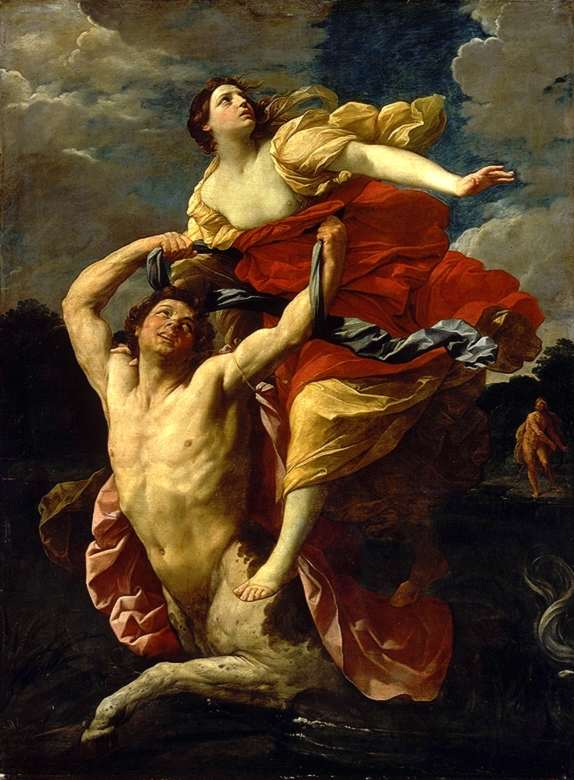
"Răpirea Deianirei"
(pictură de Guido Reni, 1620-1621)

Deianira (sau Deianeira) este un personaj al mitologiei grecești.
Deianira a fost fiica lui Eneu, rege al etolilor din Grecia. S-a aflat în postura de a-și alege ca soț fie pe Ahelou, fie pe Heracles. După căsătoria cu Heracles, centaurul Nessus s-a îndrăgostit de ea. În urma unei lupte cu Heracles centaurul a fost ucis, nu înainte de a-l lăsa Deianirei un talisman cu sângele său otrăvit. Pentru a-și convinge soțul să renunțe la infidelitățile sale, Deianira i-a oferit lui Heracles acest talisman care i-a provocat moartea în chinuri groaznice. Nesuportând durerea pierderii soțului, Deianira s-a sinucis.